# The Brave One (película de 1956)
El bravo (en España) o El niño y el toro (en Hispanoamérica) (título original: The Brave One) es una película México-estadounidense dirigida por Irving Rapper en 1956 con guion coescrito secretamente por Dalton Trumbo. La película fue protagonizada por Michel Ray, Rodolfo Hoyos, Elsa Cárdenas, Carlos Navarro, Joi Lansing, Fermín Rivera Malabehar, Jorge Treviño y Carlos Fernández.

## Sinopsis
Un niño mexicano llamado Leonardo que vive en el campo salva la vida de un ternero negro durante una tormenta, lo adopta como mascota y lo llama Gitano. Convertido en un toro bravo, Gitano es vendido junto con el resto del ganado cuando el dueño del campo muere. Leonardo intentará salvar la vida de Gitano cuando lo llevan a la Plaza de toros Monumental de México para enfrentar a un torero.

## Premios Óscar
La película recibió tres nominaciones a los Premios Óscar: al mejor argumento, montaje y sonido. Ganó el premio a mejor argumento (categoría que desde la entrega siguiente sería el Óscar al mejor guion original) para el guionista Robert Rich, seudónimo que Dalton Trumbo utilizó tras ser incluido en la lista negra de Hollywood de los Diez de Hollywood durante el macartismo, acusado por el Comité de Actividades Antiestadounidenses, que investigaba una supuesta infiltración comunista en Hollywood. Trumbo, quien tras ser encarcelado estaba exiliado en México, finalmente fue reconocido como el escritor de la película y recibió la estatuilla en 1975, un año antes de su muerte.